# Којсански језици
Којсански језици су сматрани за аутохтону афричку породицу језика, коју чини 27 језика, које говори 400.000 говорника на подручју подсахарске Африке - концентрисани су у области пустиње Калахари и у две лингвистичке енклаве у Танзанији. Специфично за којсанске језике је присуство кликтања при изговарању речи.
Познате културолошке групе које су говорници ових језика су Бушмани или Сани, који су традиционално ловци-сакупљачи и Хотентоти или Којкоји, који су традиционално сточари. Хотентоти укључују говорнике којкој језика (део централнокојсанских језика), а Бушмани укључују говорнике свих осталих којсанских језика изузев језика хадза и сандаве. Говорници хадзa и сандаве језика представљају два посебна народа Хадзa и Сандаве.

## Оправданост
Којсански је предложен као једна од четири породице афричких језика у класификацији Џозефа Гринберга (1949–1954, ревидирана 1963). Међутим, лингвисти који проучавају којсанске језике одбацују њихово јединство, и они користе назив „којсански“ као термин погодности без икаквих импликација лингвистичке валидности, баш као што су „папуански“ и „аустралијски“. Претпоставља се да су сличности породица Ту и Ка последица јужноафричког језичког савеза, а не генеалошког односа, док је породица Ко (или можда Квади-Ко) новији мигрант у то подручје и може бити повезана у Сандаве у источној Африци.
Ернст Освалд Јоханес Вестфал познат је по свом раном одбацивању којсанске породице језика (Старостин 2003). Бони Сендс (1998) је закључила да се породица не може доказати тренутним доказима. Ентони Трејл је у почетку прихватио којсански (Трејл 1986), али је до 1998. закључио да се то не може демонстрирати са тренутним подацима и методама, одбацивши га као заснованом на једном типолошком критеријуму: присуству кликова. Димендал (2008) је сажео општи став са, „мора се закључити да Гринбергове интуиције о генетском јединству којсана не могу бити потврђене каснијим истраживањима. Данас, неколико научника који раде на овим језицима третирају три [јужне групе] као независне језичке породице за које се не могу или не могу више показати да су генетски сродне“ (стр. 841). Старостин (2013) прихвата да је веза између сандава и којсана веродостојна, као и она између туа и ка, али не види никакве назнаке везе између аандава и којсана с једне стране и туа и ка с друге стране, или између било којег од њих и хадза.
Јанина Брат-Грифлер тврди, „с обзиром на то да су такве колонијалне границе углавном произвољно исцртане, оне су груписале велики број етничких група које су говориле много језика“. Она претпоставља да се то догодило у оквиру настојања да се спречи ширење енглеског језика током европске колонизације и спречи улазак већине у средњу класу.

## Варијације којсанског језика
Ентони Трејл је приметио екстремне варијације којсанског језика. Упркос њиховим заједничким кликовима, којскански језици се значајно разликују један од другог. Трејл је демонстрирао ову језичку разноликост у подацима представљеним у табели испод. Прве две колоне укључују речи из два изолата којсанског језика, Сандаве и Хадза. Следећа три су језици из породице Ко, Ка и Ту.
|          | Сандаве  | Хадза        | Ко      | Ju     | ǃXóõ   |
| -------- | -------- | ------------ | ------- | ------ | ------ |
| 'особа'  | ǀnomese  | ʼúnù         | khoe    | ʒú     | tâa    |
| 'човек'  | ǀnomese  | ɬeme         | kʼákhoe | ǃhõá   | tâa á̰a |
| 'дете'   | ǁnoό     | waʼa         | ǀūá     | dama   | ʘàa    |
| 'уво'    | kéké     | ɦatʃʼapitʃʼi | ǂée     | ǀhúí   | ǂnùhã  |
| 'око'    | ǀgweé    | ʼákhwa       | ǂxái    | ǀgàʼá  | ǃʼûĩ   |
| 'ној'    | saʼútà   | kénàngu      | ǀgáro   | dsùú   | qûje   |
| 'жирафа' | tsʼámasu | tsʼókwàna    | ǃnábe   | ǂoah   | ǁqhūũ  |
| 'биво'   | ǀeu      | nákʼóma      | ǀâo     | ǀàò    | ǀqhái  |
| 'чути'   | khéʼé    | ǁnáʼe        | kúm     | tsʼàʼá | tá̰a    |
| 'пити'   | tsʼee    | fá           | kxʼâa   | tʃìi   | kxʼāhã |

## Класификација
Лингвисти који проучавају којсанске језике одбацују идеју према којој они чине једну породицу језика и израз којсански користе само као погодан израз, који не имплицира да је којсанска група језика валидна породица, сличан случај су папуански језици и аустралијски домородачки језици. Због чињенице да њихова сродност још увек није демонстрирана на основу стандардног компаративног метода, три групе језика које су раније сматране гранама којсанске породице, данас се сматрају посебним породицама језика, а хадза и сандаве сматрају се језичким изолатима.
Којсански језици су класификовани на следећи начин:

### Хадза језик
- Хадза језик (у Танзанији)

### Сандаве језик
- Сандаве језик (у Танзанији)

### Севернокојсански језици
- Севернокојсански језици (или к`кса (Kx'a), северни калахарски, жу-ч`оански): (Ангола, Намибија, Боцвана)
  - Кунг језици или језик или дијалекатски континуум (к’хунг (ǃKung), жу)
    - Северни кунг језик или дијалекти (ко-кунг (ǃʼOǃKung), северни жу, анголски кунг, секеле, васекела бушмански, малиго)
    - Западни кунг језик или дијалекти (екока-кунг (Ekoka !Kung), северноцентрални кунг, западни жу, оконго-кунг)
    - Централни кунг језик или дијалекти (гротфонтејнски кунг, централни жу)
    - Југоисточни кунг језик или дијалекти (жуц`оан (Juǀʼhoan), југоисточни жу)
      - Чхаулејн дијалекат ((ǂKxʼauǁʼein), л’хаул’ен, чхао-лае (ǂKx’ao-ǁ'ae))

    - Старохајломски језик †
    - Кеди-чвага језик (овамбо бушмански) †

  - Ч`оан језик (ǂHoan, ǂ’Amkoe)

### Централнокојсански језици
- Централнокојсански језици (или квади-кој (Kwadi–Khoe), централни калахарски): (Намибија, Ангола, Јужноафричка Република, Боцвана)
  - Квади језик †
  - Кој језици
    - Којкој језици (коекое, кхојкхој (Khoekhoe), хотентотски)
      - Северни којкој језици
        - Нама језик (којкој)
          - Нама-дамара дијалекат ()
          - Хајлом-акој дијалекат ()

        - Ејни језик () †

      - Јужни којкој језици (капски којкој)
        - Којмана језик (корана (ǃoɾa) или кири (Xiri), кириква, гриква, гри, кри, к’хири)

    - Чу-кве језици (или калахари)
      - Западни калахарски језици
        - Квеј језик (кве, (Kxoe))
        - Наро језик (нароу (Naro))
        - Хаба језик (ч’аба (ǂHaba))
        - Гана језик ((Gǁana), л’гана-ц’гви (Gǁana - Gǀwi))

      - Источни калахарски језици
        - Шуа језик (Shua)
        - Чва језик (цоа (Tsoa))

### Јужнокојсански језици
- Јужнокојсански језици (или ту (Tuu), та-кви, јужни калахарски): (Јужноафричка Република, Боцвана)
  - Та језици
    - Коу језик (к’хонг (ǃXoon), та (Taa))
    - Доњонособски језик †

  - Кви језици
    - Ну језик (нц`у (Nǀu), л’нг (Nǁng))
    - Кам језик (ц’хам (ǀXam)) †
    - Сероа језик ((Seroa), ч’ункве (ǂUngkue)) †
    - Кегви језик (л’хегви (ǁXegwi)) †
    - К`ган-к`не језик () †